# Dolly Rathebe
Dolly Rathebe (* 2. April 1928 als Josephine Malatsi in Randfontein bei Johannesburg; † 16. September 2004 in Ga-Rankuwa bei Pretoria) war eine südafrikanische Jazz- und Blues-Sängerin und Schauspielerin.

## Leben
Dolly Rathebe wuchs in dem 1963 abgerissenen Stadtteil Sophiatown im Westen Johannesburgs auf, das in den 1940er und 1950er Jahren ein bedeutendes Zentrum schwarzafrikanischer Kultur war. 1949 wurde sie durch den Film Jim Comes to Jo’burg bekannt, in dem sie eine Nachtclub-Sängerin spielte. 
Anfang der 1950er Jahre wurde sie zusammen mit Jürgen Schadeberg, dem Leiter der Fotoredaktion der ersten schwarzen Lifestyle-Zeitschrift in Südafrika, Drum, verhaftet, als dieser von ihr ein Titelfoto für Drum machen wollte. Sie standen im Verdacht, gegen den Immorality Act, der sexuelle Beziehungen zwischen Schwarzen und Weißen verbot, zu verstoßen. In den 1950er Jahren galt Dolly Rathebe als beste Jazzsängerin Südafrikas.
1964 wurde sie mit der Afro-Jazz-Gruppe Elite Swingsters auch international bekannt. Danach zog sie sich zurück und betrieb eine Shebeen – eine Art nicht-lizenzierter Wohnzimmer-Pub mit Live-Musik – in Kapstadt. Auch nachdem sie 1980 in das Township Mabopane bei Pretoria umgezogen war, setzte sie ihre Shebeen-Aktivitäten fort. 1988 spielte sie eine Nebenrolle in dem Film Mapantsula.
Nach einer Wiedervereinigung der Elite Swingsters 1989 knüpfte sie Anfang der 1990er Jahre mit ihnen an ihren einstigen Ruhm an und veröffentlichte das Album Woza (1991). Der bekannteste Fan Dolly Rathebes war Nelson Mandela, für den sie mehrmals live sang.

## Ehrungen
- 2001 erhielt Rathebe für ihr Lebenswerk bei den South African Music Awards den Lifetime Achievement Award.
- Postum verlieh ihr Ende 2004 die Regierung Südafrikas den Ikhamanga-Orden in Silber.